# Kesätter

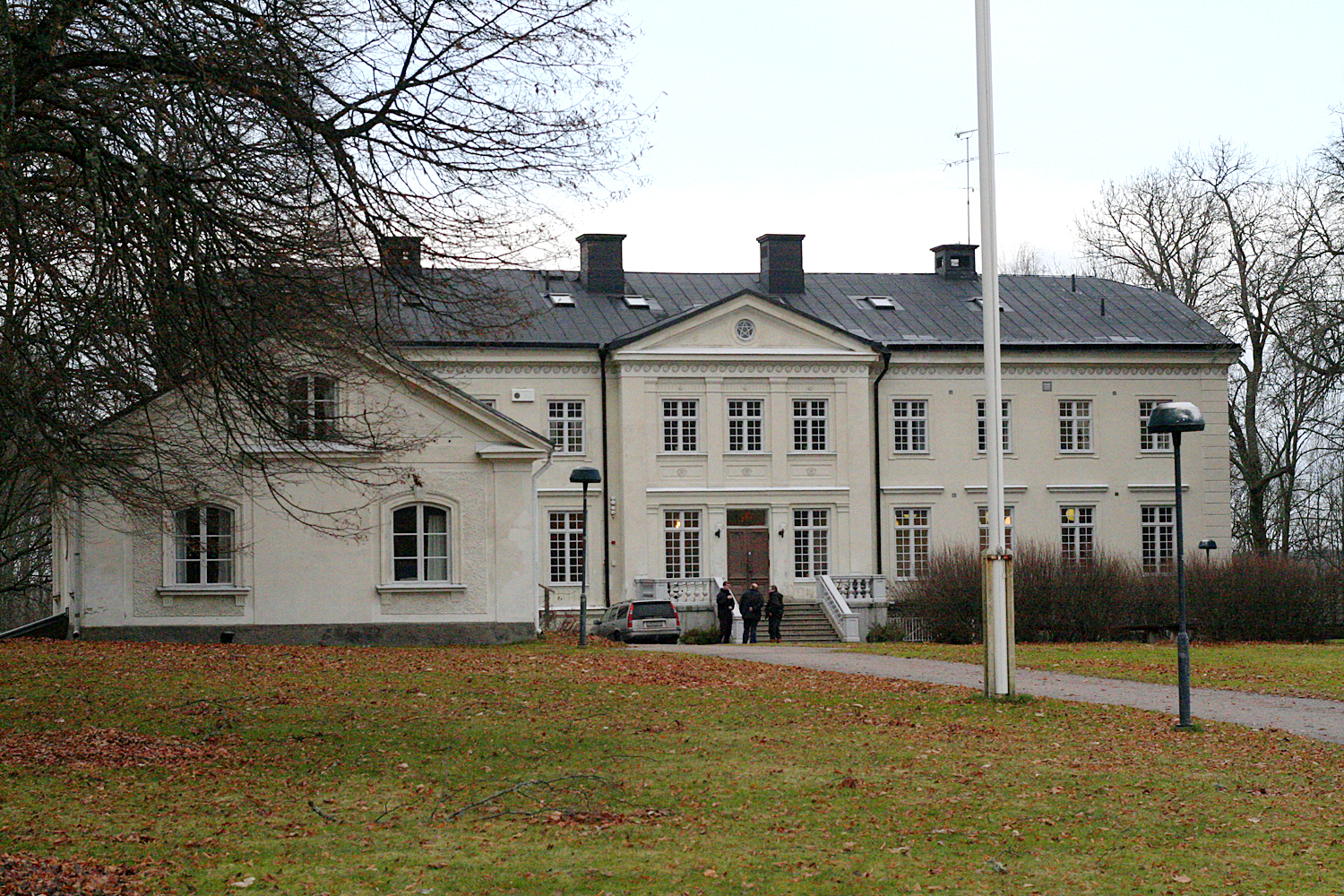
Kesätter.

Kesätter (äldre stavningar Kesäter och Kjesäter) är en stor herrgård i Vingåkers kommun i Södermanland. Huvudbyggnaden uppfördes 1865–1870 efter ritningar av Johan Fredrik Åbom. Kesätters gods med omkring 1 000 hektar åkermark och skog ägs inom friherrliga ätten Hamilton af Hageby, vars huvudsäte är Boo slott i Närke.

## Historik
Kesätter omtalas i dokument första gången 1381 ("Kydhasæte" "i Kidhasæter"). Kesätter bestod åtminstone under senmedeltiden av tre gårdar. Två av dessa var skatte, det är rimligen dessa som omtalas 1401 då Ingeborg Turesdotter fråndömdes två skattegårdar med ett underlydande torp, som hon bytt till sig av Bo Jonsson (Grip), då de var gammal skattejord och bytet därmed olagligt. Den tredje skänktes 1469 av Birger Johansson (stjärna) till Julita kloster. Åtminstone 1540 var den indragen till kronan som arv och eget. Kronogården blev senare förmedlat till ett halvt hemman. Kesätter nr 1 eller Östergården blev enligt Norrköpings beslut anslaget till slotsfogden på Nyköpingshus, och senare postmästaren i Nyköping, som hade det utarrendrat till Johan von Fitinghoff. Det ägdes på 1660-talet av Peter Wretman, som var slottskrivare i Nyköping, men senare blev kronofogde i Åkerbo härad. När han avled barnlös 1674 drogs hemmanet in till kronan. Mellangården eller nr 2 var anslaget till kronofogden Jonas Nilsson. Han avstod 1680 åborätten till Lorentz Gustaf Stöltenhielm, som även uppbar skatten från byn. 1682 fick han ärftlig besittningsrätt till kronohemmanet i byn, och började köpa ut alla delägare i de båda andra gårdarna i byn. Gårdarna ärvdes av hans dotter, och hans måg, Johan Stenholm fick vid sitt adlande 1720 rätt att skriva sig till Kesätter. Någon sätesfrihet hade dock inte godset.
1741 sålde makarna Stenholm Kesätter till grevinnan Beata Märta Larsdotter Sparre. De undantog en andel om 1/4 i Östergården, vilken dock inköptes 1747 av Stenholms änka, dock med livstids dispositionsrätt. Beata Sparre hade redan 1741 överlåtit Kesätter till sin son Carl Claesson Bonde han avled redan 1755, och i arvet efter föräldrarna 1756 erhöll hans bror Fredrik Lorentz Bonde Kesätter. Han bytte och köpte till sig de sista delarna av byn, och gjorde Kesätter till sin sätesgård. Därtill hade han köpt en mängd hemman och hemmansdelar att lägga under godset: Bossbron 1/4, Håkanstorp 1/4, Sunna 1/2, Rastorp 1, Espetorp 1/2, Skarbjörk 1/2, Stora Brene 1, Lilla Brene 1/2, Stora hökhult 1/2, Lilla hökhult 1/2, Bålstorp 1/2, Kondstorp 1, Henala 2, Ellfalla 1, Gjötslinge 1/2, Skeppmyra 1/2, Marsjö 1/2, Fallkärr 1/2, Ödesäng eller Jonstorp 1/4, Hemmingstorp 1/8 och Hellgölet 1/8. AV dessa byttes Marsjö och Fallkärr bort. Senare förvärvades Baggetorp 1, Gillbergatorp 1/4, Stora Sten Stensätter 1/4, Åby 2 och Åndenäs 1/4 mantal. Hans änka fortsatte senare jordförvärven och köpte 2 mantal i Malmberg och 1 mantal i Viala.
En ny huvudbyggnad stod färdig 1764, enligt uppgift lät Bonde kopiera den på Nygård i Småland, ett annat av hans gods. I Kesätters park lät Fredrik Lorentz Bonde uppföra en träpaviljong där han inrymde sitt bibliotek. Byggnaden förstördes av brand sommaren 1788, varvid även boksamlingen förstördes. När han avled 1783, gick Kesätter i arv till svärsonen Carl Bonde af Björnö. Carl Bonde avled 1791 ännu inte 50 år gammal, och Kesätter ärvdes av den yngre sonen Fredrik Ulf Bonde. Han var född 1774 på Vibyholm men hade vuxit upp hos farmodern på Trolleholm. Han bosatte sig 1804 på Kesätter, men överlät 1832 gården på sin son Gustaf Bonde, medan han bosatte sig på Kesätter. Kesätter började bli slitet, och under vintermånaderna bodde familjen på Sävstaholm, som de fick disponera medan excellensen vistades i Stockholm. Efter faderns död 1852 flyttade familjen till Vibyholm, och huvudbyggnaden lämnades öde. 
Den nuvarande huvudbyggnaden började byggas 1865 och stod färdig 1870. Arkitekt var Johan Fredrik Åbom i Stockholm. Samtidigt uppfördes en ny stallbyggnad. Gustaf Bonde arrenderade då ut gården till sin son Carl Trolle-Bonde, som 1871 köpte godset av fadern. I samband med det såldes Håkanstorp och Bosbro av, jämte underlydande gods i Östergötland. 1874 frånsåldes Ellfalla och 1878 Viala hävd, men i stället inköptes ett mantal i Hansta 1874 och 1888 ett mantal i Trolleboda. 
1876–1878 uppfördes en ny ladugård i gråsten, 1880–1882 ett spannmålsmagasin i tegel och 1882–1884 en ny arbetarbostad. 1904 frånsåldes Hansta och Malmberg, och 1906 resten av godset till grosshandlare Gustaf Andersson i Örebro. Han lät dela godset i Kesätter och Brena, och sålde Brene till fabrikör Grönqvist i Katrineholm, medan Kesäter med underlydande gårdar såldes till greve Casimir De la Gardie.
När De la Gardie avled 1928, ärvdes godset av hans döttrar Ebba von Mecklenburg, friherrinnan Märtha Hamilton och Catharina De la Gardie. Märtha Hamilton kom att lösa ut sina systrar och blev ensam ägare till egendomen. 

### Ankomstläger för norska flyktingar
Under andra världskriget hyrdes Kesätter ut till den norska exilregeringen i London, som använde herrgården som ankomstläger för cirka 50 000 norska flyktingar, inklusive de så kallade Polistrupperna. Kesätter blev något av en hemlig norsk by, med flyktingbaracker, matsal, samlingsrum, läkarmottagning, tandläkare, passkontor, förhörsrum och stor flaggstång med norsk flagga ute på gården.
När kriget tog slut övertogs hyreskontraktet av svenska staten, som där förlade polska och andra flyktingar under ett år innan det utrymdes. Märtha Hamilton skänkte 1945 Kesätter till sina tre barn. 1948 avstyckades slottskomplexet om runt 9 hektar och såldes till Södermanlands läns landsting för att förlägga en lantmannaskola dit. Någon sådan kom inte till stånd, 1954 köpte Vingåkers kommun godset för att få statens civilförsvarsskola förlagt dit.
1960 sålde Vingåkers kommun Kesätters slott till Sveriges scoutförbund för en krona för grundandet av Kjesäter folkhögskola. 1983 invigdes ett vandrarhem med totalt 30 bäddar, som anslöts till Svenska turistföreningen.
Folkhögskolan på Kesätter flyttades från fastigheten 2011. Idag bedriver Scouterna folkhögskoleverksamhet på flera platser under namnet Scouternas folkhögskola. Är 2013 sålde Scouterna fastigheterna till Johan Hamilton, vars familj sedan dess ägt godset.